# 竇蔚
竇蔚，山東省濟南府章丘縣（今山東省章丘縣）人，清朝政治人物、進士出身。

## 生平
順治二年（1645年）舉乙酉科順天府鄉試，順治三年（1646年），聯登進士，任廣東道試監察御史。順治四年，任江寧巡按御史。順治六年，任廣東道監察御史、順天巡按御史。后改山西按察使司僉事、口北道。